# Mysidetes
Mysidetes is een geslacht van de Mysidae of aasgarnalen.

## Soorten
- Mysidetes anomala O. Tattersall, 1955
- Mysidetes antarctica O. Tattersall, 1965
- Mysidetes brachylepis W. Tattersall, 1923
- Mysidetes crassa Hansen, 1913
- Mysidetes dimorpha O. Tattersall, 1955
- Mysidetes farrani (Holt & Tattersall, 1905)
- Mysidetes halope O'Brien, 1986
- Mysidetes hanseni Zimmer, 1914
- Mysidetes intermedia O. Tattersall, 1955
- Mysidetes kerguelensis (Illig, 1906)
- Mysidetes macrops O. Tattersall, 1955
- Mysidetes microps O. Tattersall, 1955
- Mysidetes morbihanensis Ledoyer, 1995
- Mysidetes patagonica O. Tattersall, 1955
- Mysidetes peruana Bacescu, 1967
- Mysidetes posthon Holt & Tattersall, 1906

### Synoniemen
- Mysidetes illigi => Mysidetes posthon Holt & Tattersall, 1906
- Mysidetes similis => Mysidetes posthon Holt & Tattersall, 1906